# Clube Atlético Ourinhense
O Clube Atlético Ourinhense é um clube brasileiro de futebol da cidade de Ourinhos.
A equipe foi fundada em 5 de junho de 1919 e disputou uma edição do paulista da segunda divisão (atual A2) em 1952 e seis edições do paulista da terceira divisão (atual A3) entre 1961 e 1966.
Atualmente, o departamento de futebol do clube se dedica apenas às competições amadoras.

## Participações em estaduais

### Participações
| Aumento | Promovido à divisão superior  |
| Baixa   | Rebaixado à divisão inferior  |
| Inativo | Licenciamento no ano seguinte |

|  |  |

| Competição                 | Competição            | Temporadas      | Melhor campanha | Anos                                | A | R |
| São Paulo                  | Série A2              | 1               | Sem dados       | 1952                                | – | – |
| São Paulo                  | Série A3              | 6               | Sem dados       | 1961, 1962, 1963, 1964, 1965 e 1966 | – | – |
|                            | Campeonato Ourinhense | Sem dados       | Campeão 5 vezes | Sem dados                           | – | – |
| Liga Ourinhense de Futebol | Sem dados             | Campeão 2 vezes | Sem dados       | –                                   | – |   |
| Copa Regional              | Sem dados             | Campeão 2 vezes | Sem dados       | –                                   | – |   |

## Títulos regionais e municipais
| MUNICIPAIS                 | MUNICIPAIS            | MUNICIPAIS  | MUNICIPAIS                    |
|                            | Competição            | Títulos     | Temporadas                    |
| -------------------------- | --------------------- | ----------- | ----------------------------- |
|                            | Campeonato Ourinhense | 5           | 1942, 1943, 1948, 1950 e 1951 |
| Liga Ourinhense de Futebol | 2                     | 1990 e 2002 |                               |
| Copa Regional              | 2                     | 2004 e 2005 |                               |
| TOTAL                      |                       |             |                               |
|                            | Competição            | Títulos     | Temporadas                    |
|                            | Títulos oficiais      | 9           | 9 amadores                    |